# هیا راشد آل خلیفه
هیا راشد آل خلیفه (عربی: هيا راشد آل خليفة؛ زادهٔ ۱۸ اکتبر ۱۹۵۲) در بحرین متولد شده‌است. او یک وکیل و دیپلمات برجسته و اولین زنی است که توسط پادشاهی بحرین به عنوان سفیر در فرانسه منصوب شده‌است. او از اولین زنانی است که در بحرین رشته وکالت را برگزیده و سومین زنی است که به عنوان رئیس مجمع عمومی سازمان ملل انتخاب شده و اولین زن عرب و مسلمانی است که این منصب را برعهده گرفته‌است.

## تحصیلات
وی در سال ۱۹۷۴ لیسانس خود را در رشته قانون از دانشگاه کویت گرفت. سپس تحصیلاتش را در در سال ۱۹۷۷ در فرانسه و در رشته قانون بین‌المللی ادامه داد. او در سال ۱۹۸۶ از دانشگاه اسکندریه دیپلم ویژه قانون حقوق بشر و در سال ۱۹۸۸ از دانشگاه عین شمس در رشته قانون مقایسه‌ای دیپلم دریافت کرد. وی به همراه لولوة العوضی تنها زنانی بودند که در بحرین در سال ۱۹۷۹ رشته قانون خواندند.

## مناصب
هیا راشد آل خلیفه یک دفتر ویژه تحت عنوان «دفتر وکالت هیا راشد آل خلیفه» دارد. از سال ۱۹۹۷ تا ۱۹۹۹ به عنوان معاون رئیس مجمع اتحادیه‌های بین‌المللی منصوب شد. او همچین مشاور بین‌المللی مجمع جهانی ایتام که یک سازمان خیریه است انتخاب گردید.
وی در ۱۲ سپتامبر ۲۰۰۶ از سوی کشورهای عضو مجمع عمومی سازمان ملل به عنوان رئیس شصت ویکمین دوره مجمع عمومی سازمان ملل انتخاب گردید. او اولین زن مسلمانی بود که در این منصب مشغول بکار می‌شد. وی قبل از آن از سال ۲۰۰۰ تا سا ل۲۰۰۴ سفیر کشورش در فرانسه و سفیر غیر مقیم در کشور بلژیک، سوئیس و اسپانیا بود. هم‌زمان او نمایندگی دائم پادشاهی بحرین را در یونسکو (سازمان آموزش، علم و فرهنگ وابسته به سازمان ملل) بر عهده داشت. مجمع عمومی سازمان ملل برای اولین بار در تاریخش چهار کنفرانس را در دوران ریاست هیا برگزار کرد برای اولین بار در تاریخ مجمع عمومی راجع به موضوعاتی مانند رشد انسانی و فرهنگ برگزار شد. کنفرانس اول به محور فقر اختصاص داشت که در آن بانک «رشد اسلامی» (مقر این بانک در جده عربستان سعودی است) را در مقابل کشورهای عضو مجمع عمومی را حول صندوق مخصوصی که او به میزان ۱۰ میلیارد دلار برای کمک به کشورهای فقیر اختصاص داده بود فرا خواند. این کار وی برای جلب توجه جهانیان به تصویر درخشان برای اسلام، اسلام بردبار و صلح و پذیرش نظر دیگری و همزیستی با دیگران صورت گرفت. هیا همچنین علاوه بر مناصبی که در پهنه‌های بین‌المللی و پادشاهی بحرین دارد عضو کمیته وحدت وابسته به سازمان فکری بین‌المللی پادشاهی بحرین عضو هیئت وحدت جهانی وابسته به اتاق بازرگانی جهانی و عضو شورای عالی فرهنگ و هنر و ادبیات بحرین نیز هست. وی قادر به صحبت به سه زبان عربی، فرانسوی و انگلیسی است.

## فعالیت‌ها
وی یک سمینار در بزرگداشت زن و مشارکتش در تصمیم‌گیری‌ها برگزار کرد که در آن تعداد زیادی از زنان تصمیم‌گیرنده جهان شرکت داشتند. همچنین سمیناری در زمینه گفتگو بین تمدن‌ها و فرهنگ صلح و سمیناری در مورد تغیر آب و هوا و خطراتی که جهان را تهدید می‌کند و تلاش برای ایجاد راه حل‌ها برگزار کرد.

## جوایز
او از سوی واتیکان جایزه «راه صلح» را دریافت کرد این جایزه معمولاً به تعدادی از رهبران و رؤسای جمهوری کشورها که برای دفاع از اهمیت گفتگو بین تمدنها وادیان برای محقق کردن صلح و همزیستی مسالمت‌آمیز به منظور برقراری امنیت در سراسر جهان تلاش کرده‌اند تعلق می‌گیرد. او دارای تألیفات متعددی در بررسیهای اسلامی و وضعیت قانونی زنان و همکاری بازرگانی جهانی دارد.

## زندگی خصوصی
خانم هیا به خاندان آل خلیفه که بر پادشاهی بحرین حاکم هستند تعلق دارد و دختر عموی ملک حمد بن عیسی آل خلیفه است.